# Jules Mazarin
Jules Mazarin właśc. Giulio Raimondo Mazzarini, również Mazarini (ur. 14 lipca 1602 w Pescinie, zm. 9 marca 1661 w Vincennes) – francuski kardynał, od 1642 pierwszy minister Francji.

## Życiorys
Był najstarszym z sześciu synów Sycylijczyka Pietra Mazzariniego i Ortensii Bufalini. Jego siostrami były Geronima Mancini i Laura Martinozzi, których córki (Laura Mancini, Olimpia Mancini, Maria Mancini, Hortensja Mancini, Maria Anna Mancini, Laura Martinozzi i Anna Maria Martinozzi) przybyły do wuja do Francji dla odpowiednio korzystnego zamążpójścia. Jego bratem był Michel Mazarin. Będąc Włochem niskiego pochodzenia, często spotykał się z tym zarzutem ze strony francuskiej szlachty.
W latach 1634–1636 pełnił funkcję nuncjusza papieskiego we Francji. W 1639 przeszedł na służbę francuską. Sprawował władzę podczas regencji Anny Austriaczki i małoletności jej syna Ludwika XIV. Był następcą kardynała de Richelieu. Doprowadził do odbudowy skarbu Francji poprzez podwyższenie podatków i popieranie przez państwo polityki gospodarczej (m.in. celnej), określonej później jako merkantylizm.
Przypisuje mu się wprowadzenie opery do Francji, to on zorganizował pierwszy występ śpiewaków włoskich przed francuskim dworem królewskim w roku 1645.
Zdecydowanie umocnił władzę absolutną króla przez ograniczenie władzy politycznej wielkich feudałów. Doprowadziło to do dwóch wojen domowych tzw. frondy (1648-1653), buntu mieszczan i arystokracji przeciwko absolutystycznym tendencjom dworu. Rebelia zakończyła się porozumieniem obu stron, jednak więcej zyskali książęta.
Prowadził bardzo aktywną politykę międzynarodową, dążąc do zapewnienia Francji przewagi w Europie kosztem zmniejszenia roli Habsburgów. Zaangażował swe państwo w wojnę trzydziestoletnią po stronie protestanckiej Szwecji, wypłacając armii szwedzkiej subsydia z francuskiego budżetu. Wojnę z Habsburgami hiszpańskimi zakończyło podpisanie w 1659 korzystnego dla Francji pokoju pirenejskiego.

## W literaturze
- Aleksander Dumas uczynił go jednym z bohaterów swych powieści Dwadzieścia lat później i Wicehrabia de Bragelonne, opisując go jako sknerę obawiającego się utraty majątku.
- Arthur Conan Doyle jest autorem opowiadania kryminalnego Brylant Kardynała Mazariniego.
- Edward Rutherfurd w powieści Paryż zawarł sugestię, że Mazarin mógł być ojcem Ludwika XIV.